# Escenes de la Passió de Crist (Memling)
Escenes de la Passió de Crist és una pintura a l'oli sobre taula de roure de bàltic, pintada c. 1470 pel pintor d'origen alemany Hans Memling de l'escola dels primitius flamencs. La pintura mostra una combinació de 23 escenes en una composició narrativa sense una escena central: 19 són episodis de la Passió de Jesús, la Resurrecció i les 3 aparicions posteriors a Maria Magdalena, al camí d'Emmaús i al mar de Galilea. La pintura va ser encarregada per Tommaso Portinari, un banquer italià basat a Bruges, que apareix com comitent agenollat i pregant a la cantonada inferior esquerra, amb la seva esposa, Maria Baroncelli, en una actitud similar a l'altra cantonada.

## Història
L'obra va ser encarregada per Tomàs Portinari (1428-1501), el representant dels interessos de la banca Mèdici a Bruges, i la seva jove esposa, Maria Baroncelli. Apareixen representats com a donants, de genolls i pregant als extrems de la part inferior de la pintura. Aquesta obra es pot datar cap al 1470, l'any del matrimoni dels donants, ja que la seva primera filla, Margarida, nascuda el 1471, no apareix. El tema de la pintura era apropiat per a un altar de misses per les ànimes dels Portinari, vius i morts. La passió de Crist i la missa són sacrificis redemptors de persones vives o en el purgatori. A partir de 1482 la pintura va estar a la capella familiar dels Portinari a l'església de Sant Egidi de Florència. Al voltant del 1470, Tommaso Portinari també va encarregar a Memling un tríptic, avui perdut, amb la seva imatge i la de la seva dona pregant. El 1487, Memling va realitzar el Tríptic Portinari per al germà menor de Tommaso, Benedetto Portinari, una obra que actualment està dividida entre Berlín, on està la taula central amb la Mare de Déu, i Florència que exposa les dues ales.
La pintura és relativament petita, 56,7 × 92,2 cm, i és improbable que hagi format part d'un retaule. Pot haver estat destinada a la capella de Portinari a l'església de Sant Jaume a Bruges. No estava catalogada a les pertinences de Portinari quan va morir el 1501, i es creu que es va traslladar des de Bruges fins a Florència entre 1510 i 1520. Apareix als registre de la col·lecció de Cosme I de Mèdici a Florència el 1550. La pintura està a la Galeria Sabauda de Torí.

## Les escenes
Les escenes de la Passió comencen en la distància a la part superior esquerra amb l'entrada de Jesús a Jerusalem el Diumenge de Rams, passa a través de la ciutat i cap al fons a l'esquerra, a l'hort de Getsemaní, a través de les escenes de Passió en el centre de la ciutat (judici de Pilat, Flagel·lació de Jesús, la Corona d'espines l'Ecce Homo), llavors segueix la processó de la Creu pel darrere de la ciutat al fons a la dreta, cap a la part superior, a la crucifixió, i acabant en la part superior dreta amb les aparicions a Emmaus i Galilea. Inclou 7 de les 14 estacions tradicionals del Via Crucis, afegint unes quantes escenes anteriors i posteriors, i n'omet 7: Jesús carregant la Creu, les dues caigudes de Jesús amb la Creu, la trobada de Jesús amb la seva mare, la Verònica eixugant la cara de Jesús, Jesús trobant-se amb les filles de Jerusalem, i Jesús despullat de les seves peces de roba.
Les escenes es distribueixen dins i al voltant d'un Jerusalem idealitzat, la descriuen com una ciutat medieval emmurallada amb torres exòtiques rematades per cúpules. El punt de vista a vol d'ocell fa visible el Calvari darrere la ciutat. Inusualment, en pintures d'aquest període, la il·luminació a través de la pintura és interna, associada amb el sol naixent a l'extrem dret, consistent a través de la pintura, amb les àrees de la part posterior dreta il·luminades i les zones de la part frontal esquerra en penombra.

### La cronologia
En ordre, les escenes són:
| 1.  | Jesús arriba a la ciutat en un ase el Diumenge de Rams                             | a dalt a l'esquerra, a fora de les portes de la ciutat |
| 2.  | Jesús expulsant els comerciants fora del Temple                                    | a la dreta de l'entrada de Jesús, sota un arc doble |
| 3.  | Judas ven Jesús als Alts Sacerdots                                                 | avall i a l'esquerra des de l'escena del temple, en una estreta arcada il·luminada amb espelmes                                                                                           |
| 4.  | El Sant Sopar a l'esquerra de la traïció, en un edifici amb un sostre a dos aigües | |
| 5.  | Oració a l'hort de Getsemaní                                                       | sota el Sant Sopar; tres apòstols dormen mentre Jesús prega |
| 6.  | Arrest de Jesús                                                                    | avall a la dreta del jardí: Judes dona un petó a Jesús; Sant Pere talla l'orella de Malcus                                                                                                |
| 7.  | Negació de Pere                                                                    | a dalt a la dreta de l'arrest: Pere està en una porta, mentre un gall canta a dalt |
| 8.  | Crist davant Pilat                                                                 | esquerra de centre; Pilat està assegut al seu tron (estació tradicional de la Creu no. 1)                                                                                                 |
| 9.  | Flagel·lació de Jesús                                                              | centre |
| 10. | Jesús davant del rei Herodes                                                       | a la dreta del centre, saltant a través de dues escenes en un estret edifici situat darrere                                                                                               |
| 11. | Corona d'espines                                                                   | a la dreta de la flagel·lació, Jesús rep una corona d'espines i una roba morada |
| 12. | Ecce Homo                                                                          | a la dreta del coronament amb espines: Crist es mostra a la gent, que el condemnen a mort                                                                                                 |
| 13. | Fent la Creu                                                                       | avall a l'esquerra, per sota el flagel·lació |
| 14. | Carregant la Creu; Simó de Cirene aguanta la Creu                                  | sota i continuant cap a la dreta, una processó marxa per la porta de ciutat; a la carretera de fora, Crist cau de genolls i l'ajuda Simó de Cirene (Estacions tradicionals números 3 i 5) |
| 15. | Jesús es clavat a la Creu                                                          | part superior a la dreta del centre (Estació tradicional de la Creu no. 11) |
| 16. | Crucifixió de Jesús                                                                | damunt, a l'esquerra, Jesús mor al Gòlgota, juntament amb dos criminals (Estació tradicional de la Creu no. 12)                                                                           |
| 17. | Davallament de la Creu                                                             | a la dreta, Crist es baixat de la Creu de nit (Estació tradicional de la Creu no. 13) |
| 18. | L'Enterrament de Crist                                                             | per sota del descens de la creu, a la dreta (Estació tradicional de la Creu no. 14) |
| 19. | Crist al Llimb                                                                     | a la dreta de la processó, Crist amb un crucifix |
| 20. | Resurrecció de Jesús                                                               | damunt llimbs, amb els guardes adormits |
| 21. | Trobant-se amb Maria Magdalena: noli me tangere                                    | damunt la resurrecció |
| 22. | Al camí d'Emmaús                                                                   | a l'esquerra de la reunió amb Maria Magdalena |
| 23. | Aparició davant dels apòstols al Mar de Galilea                                    | A dalt a la dreta |

## Similituds
Memling faria servir un estil narratiu similar per al seu posterior Adveniment i triomf de Crist (també conegut com Els goigs de la Mare de Déu) (1480), fet per a l'altar del gremi del Tanners a l'Església de la Nostra Senyora a Bruges i actualment a l'Alte Pinakothek de Múnic.